# Henriette Widerberg
Henriette Sophie Widerberg, född 3 september 1796 i Stockholm, död 3 april 1872 i Maria Magdalena församling, Stockholms stad, var en svensk operasångerska (sopran).  Widerberg var verksam 1807–1843 och brukar räknas som en av de populäraste skådespelerskorna och den ledande operaprimadonnan i Sverige mellan 1820 och 1837. Som första kvinna i Sverige publicerade hon sina memoarer En skådespelerskas minnen 1850 där hon bland annat berättade om de oförrätter som männen i hennes liv hade utsatt henne för.

## Biografi

### Bakgrund
Widerberg var dotter till skådespelarna Andreas Widerberg och Anna Catharina Widebäck. Hon antogs vid Dramatens elevskola 1807, anställdes vid Djurgårdsteatern 1810 och hade därefter engagemang i Göteborg under 1810-talet, då hon arbetade i Johan Anton Lindqvists trupp (aktiv 1793–1830, från 1823 under J.A. Lambert), som ofta uppträdde i staden. År 1817 debuterade hon vid Kungliga Operan och efterträdde där Jeanette Wässelius 1820 som dess mest populära sångerska. Hon beskrivs som en skönhet och ansågs ha en näktergals röst.
I sina memoarer beskriver hon hur modern skaffade henne uppdrag och rika beundrare och att hon under tiden i Göteborg ”spelade älskarinna på teatern och lekte med dockor i mitt rum” och hur herrar ”slösade på mig presenter”.

### Karriär
Vid debuten på Kungliga Operan hösten 1817 som Laura i Slottet Montenero sades hon ha varit ”till den grad rörande, att åskådarna smälte i tårar”. Hon medverkade främst i operetter, tills hon i Vestalen visade att hon kunde klara av mer krävande roller. Hon ansågs vara en lysande naturbegåvning, med en fantastisk mezzosopran, men lärde sig inte läsa noter, utan istället fick någon ur orkestern sjunga och spela noterna för henne. Recensionerna över hennes uppträdanden varierade och hon beskrivs som allt från skrikig, dålig och medioker till hänförande. En samtida röst gav omdömet: ”Behagade hon låta fatta sig av situationen – och det kunde hon när hon ville – då var denna röst oemotståndligt hänförande, berusande. Röstens poesi har troligen ingen sångerska ägt i högre grad än hon”. Hon var inte rädd för att kritisera. Exempelvis berättas det om en direktör, som hade rykte om sig att vara mindre noga med sin egen hygien, ska ha förebrått henne för hennes höga räkningar på hygienartiklar. Hon ska då ha sagt: ”Det kan greven säga, som inte har någon aning om vad det kostar att hålla sig ren och fräsch!” 
Hon berättar i sina memoarer om hur beundrare bjöd henne till herrgårdar på landet, klädde ut sig till kvinnor för att bli insläppta på hennes rum och hur en försökte kasta henne i Norrström, då hon avvisade honom. Då hon uppträdde som Zerlina i Fra Diavolo 17 maj 1833, var hon den första kvinna att göra en avklädningsscen, vilket chockerade pressen: ”Nu kan ett fruntimmer på teatern, vad man icke kan i ett aldrig så litet anständigt sällskap, avkläda sig intill understubben”. Hon var neutral vid båda strejkerna 1828 och 1834. Då hon pensionerades 1837 fick hon titeln hovsångerska. Hon kallades för Sveriges Malibran och Orvar Odd skrev: ”En Malibran utan skola men med vilken röst, oh ni näktergalar!”

### Senare liv
Widerberg uppträdde som gästartist på Operan under 1838–1839 års säsong och var 1842–1844 anställd vid Mindre teatern, där hon enligt Aftonbladet uppträdde i talpjäser med samma begåvning, som man beundrat förut. Hon var vid det tillfället i händerna på en ockrare, en adlig major, som skuldsatte hennes chef Lindeberg, som gått i borgen för henne. Hon levde sedan i svår fattigdom ett par år. Journalisten August Blanche träffade henne i ett kyffe på Ladugårdslandet, där hon försökte livnära sig på tvålförsäljning, övergiven av alla utom av Emilie Högqvist, som enligt Orvar Odd flera gånger räddade ”den stackars bortkastade sångerskan” och även hennes bror Fredrik Julius Widerberg, från ”yttersta elände”. Enligt Blanche planerade hon att öppna en restaurang för riksdagsmän och på våren 1848 öppnade den enligt pressuppgifter på Västerlånggatan 38, men mer är inte känt om företaget. Som första kvinna i Sverige publicerade hon sina memoarer 1850–1851 och så småningom utökades hennes lilla pension av direktör Bonde, men hon dog i fattigdom.

### Privatliv
Widerberg var inte gift, men hade flera barn varav Julia (född 1824), Georgina (född 1821) samt en son också är kända från underhållningsbranschen. Julia Widerberg debuterade på Kungliga Operan som Anna i Friskytten i oktober 1841, spelade Susanna i Figaros bröllop och Adele i Svarta Dominon. Hennes andra dotter, Georgina Widerberg, var en känd teaterprofil 1835–1847. Hennes son blev en känd Stockholmsprofil som positivspelare och gatugitarrist under smeknamnet Vackra Rosen. Han upptogs som elev vid Operan 1858 av Hyltén-Cavallius, som hört honom sjunga till ackompanjemang på gatan och sades ha en ”hög och vacker tenor samt sjunga med uttryck”, men han övergav snabbt Operaskolan för ett det fria bohemlivet och fortsatte spela och sjunga på gatan.

## Widerberg i skönlitteraturen
- Fogelström, Per Anders (1989). Komikern : roman om en teaterfamilj. Stockholm: Bonnier. Libris 7147749. ISBN 91-0-047683-8
- Säfve, Torbjörn (1990). Kuperad lek eller Skändaren från Skänninge : en roman. Stockholm: Prisma. Libris 7407693. ISBN 91-518-2364-0